# جوردن براون (لاعب كرة قدم)
جوردن براون (بالإنجليزية: Jordan Brown)‏ (10 نوفمبر 1996 في المملكة المتحدة - ) هو لاعب كرة قدم بريطاني في مركز الهجوم. شارك مع منتخب إنجلترا تحت 16 سنة لكرة القدم ومنتخب إنجلترا تحت 17 سنة لكرة القدم. أما مع النوادي، فقد لعب مع وست هام يونايتد ونادي تشيلمسفورد.

## وصلات خارجية
- جوردن براون على موقع قاعدة بيانات كرة القدم.إي يو (الإنجليزية)
- جوردن براون على موقع Soccerway.com (الإنجليزية)